# Понтичелли, Лазаре
Лазаре Понтичелли (итал. Lazare Ponticelli; 7 декабря 1897, Беттола, Эмилия-Романья, Королевство Италия — 12 марта 2008, Ле-Кремлен-Бисетр, Иль-де-Франс, Франция) — один из последних ветеранов Первой мировой войны, доживший до XXI века.
В 1914 году он прибавил себе несколько лет, чтобы его приняли в Французский Иностранный легион (хотя вообще туда принимали с 16 лет). Однако вскоре был ранен и покинул Легион. Но когда в 1915 году Италия вступила в войну, ушёл на фронт, там он был ранен снова.
В 1921 году переселился во Францию. В 1939 году он подал заявление на получение французского гражданства, и в том же году получил его. Как раз в это время начиналась Вторая мировая война, где Понтичелли участвовал в движении Сопротивления.
После войны создал собственную металлообрабатывающую фирму Ponticelli Frères, в которой сейчас работают несколько тысяч человек.
В среду 12 марта 2008 года Лазаре Понтичелли умер в возрасте 110 лет.